# Бертран дьо Жувенел
Бертран дьо Жувенел дез Юрсен (на френски: Bertrand de Jouvenel des Ursins) е френски политически философ, политик и футуролог.

## Биография
Роден е на 31 октомври 1903 година в Париж в благородническо семейство.
През 20-те години има любовна връзка с мащехата си, писателката Колет. Връзката предизвиква шумен скандал.
Първоначално привърженик на Радикалната партия, през 30-те години той се насочва към крайната десница и от 1936 година става член на новосъздадената профашистка Френска народна партия и главен редактор на издавания от нея вестник „Емансипасион насионал“. След Мюнхенското споразумение от 1938 година Дьо Жувенел напуска Народната партия и става частен секретар на бившия чехословашки президент Едвард Бенеш.
Бертран дьо Жувенел умира на 1 март 1987 година в Париж.